# Lemur Voice
Lemur Voice war eine niederländische Progressive-Metal-Band aus Sittard, die im Jahr 1993 unter dem Namen Aura gegründet wurde und sich im Jahr 2000 auflöste. Die Band spielte in ihrer Karriere zusammen mit Künstlern wie Iron Maiden, Joe Satriani, Dio und Yngwie Malmsteen und trat auf Festivals wie dem ProgPower Europe auf.

## Geschichte
Die Band wurde im Jahr 1993 unter dem Namen Aura gegründet. Zusammen nahmen sie ein erstes Demo namens And the Question Is… Does the Shade Fill It Self With the Emptyness of Light im Jahr 1995, bevor sie sich kurze Zeit später in Lemur Voice umbenannte. Im Jahr 1996 veröffentlichte die Band ihr Debütalbum Insights, das von Oscar Holleman produziert wurde. Das Album erschien in den USA, Japan und Europa über Magna Carta Records. Die Band war die erste nicht-amerikanische Gruppe, die bei diesem Label ein Album veröffentlichte. Durch den Erfolg des Albums erreichte die Band im Jahr 1998 einen Vertrag bei Telstar Records. Die Band nahm zusammen mit Produzent Ron Lieberton das nächste Album namens Divided im Tonstudio von Telstar Records auf. Auf dem Album war auch eine Coverversion von Michael Jacksons Beat It zu hören. Das Album erschien im Jahr 1999, bevor sich die Band im Jahr 2000 auflöste.

## Stil
Die Band spielt klassischen, technisch anspruchsvollen Progressive Metal, wobei die Musik mit den Werken von Dream Theater vergleichbar ist.

## Diskografie
als Aura
- And the Question Is… Does the Shade Fill It Self With the Emptyness of Light (Demo, 1995, Eigenveröffentlichung)

als Lemur Voice
- Insights (Album, 1996, Magna Carta Records)
- Divided (Album, 1999, Telstar Records)